# Shaibu Amodu
Shaibu Amodu (ur. 18 kwietnia 1958 w Edo, zm. 10 czerwca 2016 w Beninie) – nigeryjski piłkarz i trener piłkarski.

## Kariera piłkarska
W swojej karierze Amodu był zawodnikiem klubu Niger Tornadoes wywodzącego się z miasta Minna.

## Kariera trenerska
Po zakończeniu kariery Amodu został trenerem. W 1989 roku został trenerem klubu BCC Lions Gboko i już w pierwszym sezonie zdobył Puchar Nigerii. W 1990 roku zdobył z nim Puchar Zdobywców Pucharów. W 1991 roku podjął pracę w El-Kanemi Warriors. W 1992 roku doprowadził El-Kanemi do zdobycia kolejnego krajowego pucharu, a w 1994 roku zdobył go jako trener BCC Lions.
W 1994 roku Amodu został po raz pierwszy selekcjonerem reprezentacji Nigerii, zastępując na tym stanowisku Clemensa Westerhofa. W 1996 roku został szkoleniowcem południowoafrykańskiego Orlando Pirates z Johannesburga. W latach 1996–1997 i 2001–2002 ponownie prowadził kadrę Nigerii. W 2001 roku awansował z nią na Mistrzostwa Świata 2002, ale w lutym 2002 został zwolniony i zastąpiony przez Festusa Adegboye Onigbinde.
W latach 2003-2005 Amodu był trenerem Sharks FC, a w 2007 roku prowadził kadrę Nigerii w piłce nożnej plażowej. W kwietniu 2008 roku po raz czwarty został selekcjonerem reprezentacji Nigerii i w 2009 roku awansował z nią na Mistrzostwa Świata w RPA.
W październiku 2014, po zwolnieniu Stephena Keshiego, został tymczasowo ponownie trenerem kadry Nigerii.